# Kożewnikowo

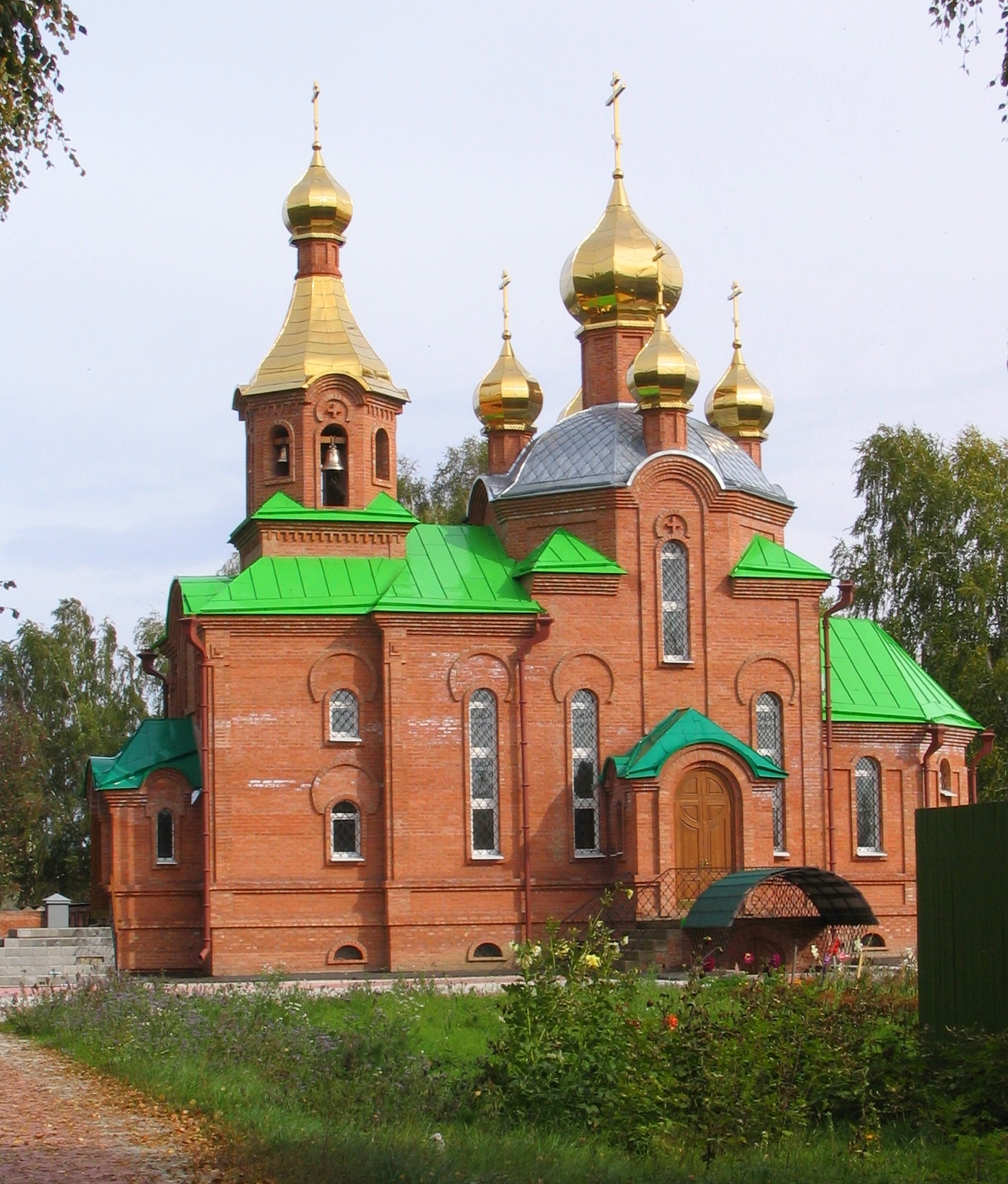
Cerkiew w Kożewnikowie

Kożewnikowo  (ros. Кожевниково) – miejscowość w obwodzie tomskim, w Rosji, położona na lewym brzegu Obu 109 km od Tomska. Siedziba rejonu.